# Mythology
Mythology es el nuevo box set de los Bee Gees cuyo lanzamiento está previsto para el 3 de noviembre de 2009, El lanzamiento de este álbum es por la celebración , de la banda, del 50 Aniversario. La colección consta de cuatro CD revisados por Barry y Robin Gibb y que contienen lo mejor de las contribuciones individuales de cada hermano incluyendo a Andy Gibb, habiendo sido su CD y el de Maurice Gibb revisados por Peta, la hija de Andy y la viuda de Maurice junto a sus tres hijos respectivamente.